# ライダー・ジョーンズ
ライダー・マッキンリー・ジョーンズ（Ryder McKinley Jones, 1994年6月7日 - ）は、アメリカ合衆国ワシントン州キング郡シアトル出身のプロ野球選手（内野手）。右投左打。現在は、フリーエージェント（FA）。

## 経歴

### プロ入りとジャイアンツ時代
2013年のMLBドラフト2巡目（全体64位）でサンフランシスコ・ジャイアンツから指名され、6月18日に契約。契約後、ルーキー級アリゾナリーグ・ジャイアンツでプロデビュー。37試合に出場して打率.317、1本塁打、18打点を記録した。
2014年はA級オーガスタ・グリーンジャケッツで開幕を迎え、91試合に出場したが、打率.220の低調で、7月にA-級セイラムカイザー・ボルケーノズへ降格。A-級セイラムカイザーでは27試合に出場して打率.243、3本塁打、18打点、1盗塁を記録した。
2015年はA+級サンノゼ・ジャイアンツでプレーし、105試合に出場して打率.268、6本塁打、47打点、2盗塁を記録した。
2016年はAA級リッチモンド・フライングスクウォーレルズでプレーし、打率.247、15本塁打、67打点、1盗塁を記録した。
2017年はAAA級サクラメント・リバーキャッツで開幕を迎え、6月24日にジャイアンツとメジャー契約を結んだ。同日のニューヨーク・メッツ戦で「7番・三塁手」として先発起用され、メジャーデビュー。この日は4打数無安打に終わった。昇格6試合目の6月30日のピッツバーグ・パイレーツ戦でヤン・マリーネスからメジャー初安打を記録したが、その後は10日間の故障者リスト入りし、7月18日にAAA級サクラメントへ降格した。8月3日にメジャーへ再昇格した。
2018年もAAA級サクラメントで開幕を迎え、7月20日にメジャーへ昇格し、同日のオークランド・アスレチックス戦ではエドウィン・ジャクソンからメジャー初本塁打を記録したが、7月21日にブランドン・ベルトが負傷リストから復帰したため、AAA級サクラメントへ降格した。9月4日にメジャーへ再昇格したが、9月9日のミルウォーキー・ブルワーズ戦で左膝を痛め、その後は欠場した。
2019年7月21日にDFAとなり、28日にマイナー契約となった（そのままAAA級サクラメントに配属）。オフの11月4日にFAとなった。

### レッドソックス傘下時代
2020年2月23日にボストン・レッドソックスとマイナー契約を結んだが、この年は新型コロナウイルスの感染拡大の影響でマイナーリーグが開催されなかったため、公式戦に出場することはなかった。オフの11月2日に自由契約となった。また8月には一時的に結成された独立リーグであるコンステレーション・エナジーリーグのシュガーランド・スキーターズでプレーした。

### ダイヤモンドバックス傘下時代
2021年2月6日にアリゾナ・ダイヤモンドバックスとマイナー契約を結んだ。メジャー昇格の機会はなく、オフの11月7日にFAとなった。

### ホワイトソックス傘下時代
2022年1月12日にシカゴ・ホワイトソックスとマイナー契約を結んだ。AAA級シャーロット・ナイツで67試合に出場して打率.196、7本塁打、27打点と低調な成績に終わり、8月3日に自由契約となった。

## 詳細情報

### 年度別打撃成績
| 年 度    | 球 団    | 試 合 | 打 席 | 打 数 | 得 点 | 安 打 | 二 塁 打 | 三 塁 打 | 本 塁 打 | 塁 打 | 打 点 | 盗 塁 | 盗 塁 死 | 犠 打 | 犠 飛 | 四 球 | 敬 遠 | 死 球 | 三 振 | 併 殺 打 | 打 率 | 出 塁 率 | 長 打 率 | O P S |
| -------- | -------- | ----- | ----- | ----- | ----- | ----- | -------- | -------- | -------- | ----- | ----- | ----- | -------- | ----- | ----- | ----- | ----- | ----- | ----- | -------- | ----- | -------- | -------- | ----- |
| 2017     | SF       | 53    | 164   | 150   | 12    | 26    | 5        | 2        | 2        | 41    | 5     | 1     | 0        | 0     | 0     | 10    | 3     | 4     | 52    | 3        | .173  | .244     | .273     | .517  |
| 2018     | SF       | 5     | 8     | 8     | 2     | 3     | 0        | 0        | 2        | 9     | 3     | 0     | 0        | 0     | 0     | 0     | 0     | 0     | 5     | 0        | .375  | .375     | 1.125    | 1.500 |
| MLB：2年 | MLB：2年 | 58    | 172   | 158   | 14    | 29    | 5        | 2        | 4        | 50    | 8     | 1     | 0        | 0     | 0     | 10    | 3     | 4     | 57    | 3        | .184  | .250     | .316     | .566  |

- 2018年度シーズン終了時

### 年度別守備成績
| 年 度 | 球 団 | 一塁（1B） | 一塁（1B） | 一塁（1B） | 一塁（1B） | 一塁（1B） | 一塁（1B） | 三塁（3B） | 三塁（3B） | 三塁（3B） | 三塁（3B） | 三塁（3B） | 三塁（3B） | 左翼（LF） | 左翼（LF） | 左翼（LF） | 左翼（LF） | 左翼（LF） | 左翼（LF） |
| 年 度 | 球 団 | 試 合      | 刺 殺      | 補 殺      | 失 策      | 併 殺      | 守 備 率   | 試 合      | 刺 殺      | 補 殺      | 失 策      | 併 殺      | 守 備 率   | 試 合      | 刺 殺      | 補 殺      | 失 策      | 併 殺      | 守 備 率   |
| ----- | ----- | ---------- | ---------- | ---------- | ---------- | ---------- | ---------- | ---------- | ---------- | ---------- | ---------- | ---------- | ---------- | ---------- | ---------- | ---------- | ---------- | ---------- | ---------- |
| 2017  | SF    | 30         | 207        | 15         | 3          | 14         | .987       | 18         | 5          | 26         | 1          | 2          | .969       | 1          | 0          | 0          | 0          | 0          | ----       |
| 2018  | SF    | 2          | 1          | 0          | 0          | 0          | 1.000      | 1          | 1          | 0          | 0          | 0          | 1.000      | -          | -          | -          | -          | -          | -          |
| MLB   | MLB   | 32         | 208        | 15         | 3          | 14         | .987       | 19         | 6          | 26         | 1          | 2          | .970       | 1          | 0          | 0          | 0          | 0          | ----       |

- 2018年度シーズン終了時

### 背番号
- 63（2017年）
- 14（2018年）